# Triznaka sheldoni
Triznaka sheldoni is een steenvlieg uit de familie groene steenvliegen (Chloroperlidae). De wetenschappelijke naam van de soort is voor het eerst geldig gepubliceerd in 2008 door Baumann & Kondratieff.